# روب مورو
روب مورو (بالإنجليزية: Rob Morrow)‏ - (21 سبتمبر 1962 -) ممثل أمريكي تم ترشيحه للنيل من جائزة "Golden Globe" ولعل شهرته قد نمت اثر بطولته للمسلسل الدرامي الكوميدي "Northern Exposure" حيث لعب في المسلسل دور الدكتور «جول فلايشمان».

## روابط خارجية
- روب مورو على موقع IMDb (الإنجليزية)
- روب مورو على موقع الموسوعة البريطانية (الإنجليزية)
- روب مورو على موقع روتن توميتوز (الإنجليزية)
- روب مورو على موقع ألو سيني (الفرنسية)
- روب مورو على موقع أول موفي (الإنجليزية)
- روب مورو على موقع قاعدة بيانات برودواي على الإنترنت (الإنجليزية)
- روب مورو على موقع قاعدة بيانات الأفلام السويدية (السويدية)
- روب مورو على موقع إن إن دي بي (الإنجليزية)
- روب مورو على موقع قاعدة بيانات الفيلم (الإنجليزية)
- روب مورو على موقع كينوبويسك (الروسية)